# 方木田跨線橋
方木田跨線橋（ほうきだこせんきょう）は、福島県福島市にある道路橋である。

## 概要
- 全長：300m
  - 主径間：32m
- 幅員：16m
- 形式：5径間PC桁橋×2・単径間鋼単純箱桁橋（計11径間）
- 施工：駒井ハルテック（鋼橋部のみ）[1]
- 竣功：1983年[2]

福島市街地南部にてJR東北本線および西側を並走する福島市道53号方木田太田町線、東側を流れる大森川を渡る跨線橋であり、国道115号福島西バイパス（福島県道148号水原福島線重用区間）を通す。また橋梁の上をJR東北新幹線高架が通過する多重高架となっている。中央部の東北本線交差部は鋼箱桁橋、その両側の高架部はPC桁橋で構成されている。起点となる東詰は郷野目字宝来町、字金込町に、西詰は方木田字前川原に位置する。東側は郷野目宝来町交差点に接続し、旧国道4号（現福島県道148号水原福島線福島市街地方面、福島市道47号南町浅川線）と交わる。橋上は上下片側2車線で供用され歩道は設置されておらず、歩行者や自転車は橋梁北側直下の金込町地下歩道を通行する必要がある。2024年まで毎年秋に行われていた東日本女子駅伝の2区および10区のルート上に位置し、全コース中最も勾配のきついポイントであった。

## 沿革
- 1983年 - 福島西バイパスの部分延伸に伴い供用が開始される。
- 2019年10月13日 - 令和元年東日本台風に伴う大雨の影響で付近の濁川の堤防が決壊し、橋梁東側の郷野目地区が大規模に浸水する被害が発生したため未明より全面通行止めとなる。

## 周辺
- 方木田向川原公園
- 日本キャタピラー福島営業所